# Six Flags Great Adventure
Six Flags Great Adventure è un grande parco divertimenti statunitense situato a Jackson, New Jersey, a 150 km da New York ed a 120 da Filadelfia. Aperto nel 1974 è oggi uno dei parchi divertimenti più famosi ed importanti della catena Six Flags.
È costituito da tre aree principali: il parco tematico-meccanico, uno zoo safari ed un parco acquatico (Hurricane Harbor).
Oltre a vantare il record di parco con il più alto numero di giostre al mondo (72 nel 2006), esibiva tra le proprie attrazioni anche la montagna russa più alta e la seconda più veloce del mondo, Kingda Ka (139 m di altezza e 206 km/h di velocità, con un'accelerazione di lancio pari a 1,66 g), grazie alla quale la propria notorietà è andata ben oltre i confini degli Stati Uniti.
Il parco contiene numerose montagne russe: Nitro, un Hyper Coaster della B&M; El toro, una montagna russa in legno della Intamin; Superman ultimate flight, un Flying coaster della B&M; Bizzarro e Green Lantern, rispettivamente un florless e stand-up roller coaster della B&M e numerose montagne russe minori.